# John Douglas, 9. Marquess of Queensberry

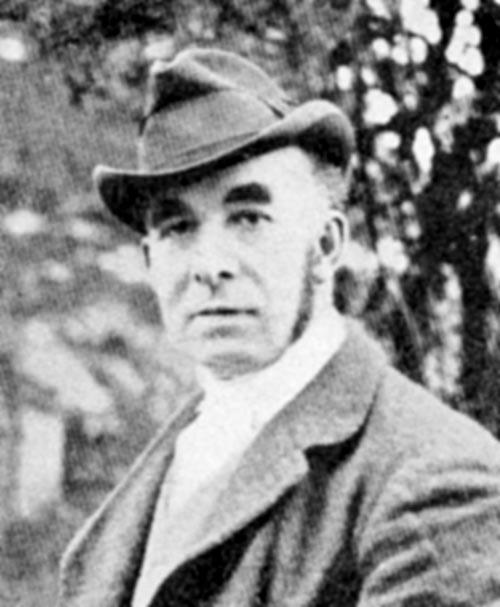
John Douglas, 9. Marquess of Queensberry, 1896

John Sholto Douglas, 9. Marquess of Queensberry GCVO (* 20. Juli 1844 in Florenz; † 31. Januar 1900 in London) war ein schottischer Adliger.

## Leben
Er stammte aus dem alten schottischen Adelsgeschlecht Douglas. Seine Eltern waren Archibald Douglas, 8. Marquess of Queensberry, und seine Frau Caroline Margaret Clayton. Beim Tod seines Vaters am 8. August 1858 erbte er im Alter von 14 Jahren dessen Adelstitel.
Er war sehr sportinteressiert, ebenso wie sein Bruder Francis Douglas, der 1865 bei der Erstbesteigung des Matterhorns tödlich verunglückte. Vor allem war er als Förderer des Boxsports bekannt. Die 1867 nach ihm benannten Queensberry-Regeln sind aber nur von ihm gesponsert, zusammengetragen hat sie sein Freund John Graham Chambers. Sie sind im Wesentlichen noch heute die Regeln des modernen Boxkampfs. Douglas gehörte zu den Gründern des Amateur Athletic Club, des Vorläufers der Amateur Athletic Association. Er leistete Dienst in der Armee und in der Kriegsmarine.
1866 heiratete er Sybil Montgomery († 1935), was ihn jedoch nicht hinderte, laufend andere Liebschaften zu verfolgen. Aus der Ehe gingen fünf Kinder hervor:
- Francis Archibald Douglas, Viscount Drumlanrig (1867–1894)
- Percy Sholto Douglas, 10. Marquess of Queensberry (1868–1920)
- Lord Alfred Bruce Douglas (1870–1945)
- Lord Sholto George Douglas (1872–1942)
- Lady Edith Gertrude Douglas (1874–1963) ⚭ George William Lane Fox-Pitt (1856–1932)

Sein Verhältnis zu seinen Söhnen war jedoch sehr gestört, und es gab laufend gewalttätige Auseinandersetzungen. Die Ehe wurde 1887 geschieden. Eine weitere Ehe mit Ethel Weeden wurde 1894 nach nur einem Jahr Dauer geschieden. Man sagte der Familie „schlechtes Blut“ nach.
Von 1872 bis 1880 hatte Douglas als schottischer Representative Peer einen Sitz im britischen House of Lords, den er jedoch verlor, weil er sich aufgrund seines Atheismus weigerte, den vorgeschriebenen religiösen Eid zu leisten.
Aufgrund seiner Scheidungen, seines militanten Atheismus und seiner Verbindungen zur Welt des Boxsportes war Douglas in der Londoner Gesellschaft unpopulär. Im Jahre 1893 wurde sein ältester Sohn Francis, Viscount Drumlanrig zum 1. Baron Kelhead in der Peerage of the United Kingdom erhoben, wodurch dieser – anders als sein Vater – automatisch einen Sitz im Oberhaus erhielt. Hierdurch kam es zum endgültigen Bruch zwischen Vater und Sohn. Als Francis 1894 unter verdächtigen Umständen starb, entstanden Gerüchte, er sei vom eigenen Vater erschlagen worden. Bei dem offiziell als Jagdunfall geltenden tödlichen Schuss könnte es sich jedoch auch um eine Selbsttötung gehandelt haben. Francis wurde eine homosexuelle Beziehung mit dem Premierminister Rosebery nachgesagt.
1990 fand der Marquess Aufnahme in die International Boxing Hall of Fame.

## Beleidigungsklage von Oscar Wilde 1895
1895 provozierte Douglas Oscar Wilde, der ein homosexuelles Verhältnis zu seinem dritten Sohn Lord Alfred Douglas hatte, zu einer Beleidigungsklage, die zu katastrophalen Enthüllungen über Wildes Privatleben führte, und verursachte damit dessen gesellschaftlichen und finanziellen Ruin. Er starb im Alter von 55 Jahren, im selben Jahr wie Oscar Wilde.